# П'єро Кампеллі
П'єро Кампеллі (італ. Piero Campelli, * 20 грудня 1893, Мілан — † 20 жовтня 1946, Мілан) — італійський футболіст, воротар.
Відомий виступами за клуб «Інтернаціонале», а також національну збірну Італії.

## Клубна кар'єра
У дорослому футболі дебютував 1910 року виступами за команду клубу «Інтернаціонале», кольори якої і захищав протягом усієї своєї кар'єри гравця, що тривала шістнадцять років.

## Виступи за збірну
1912 року дебютував в офіційних матчах у складі національної збірної Італії. Протягом кар'єри у національній команді, яка тривала 9 років, провів у формі головної команди країни лише 11 матчів. У складі збірної був учасником  футбольного турніру на Олімпійських іграх 1912 року у Стокгольмі,  футбольного турніру на Олімпійських іграх 1920 року в Антверпені.

## Титули і досягнення
- Чемпіон Італії (2):

«Інтернаціонале»: 1909–10, 1919–20